# Chaoyang
Pour les articles homonymes, voir Chaoyang (homonymie).
Chaoyang (chinois : 朝阳市 ; pinyin : Cháoyáng shì) est une ville-préfecture du sud-ouest de la province du Liaoning en Chine.

## Climat
Les températures moyennes de Chaoyang vont de −9,9 °C pour le mois le plus froid à +24,9 °C pour le mois le plus chaud, avec une moyenne annuelle de +8,8 °C, et la pluviométrie y est de 507,1 mm (chiffres arrêtés en 1990).

## Subdivisions administratives
La ville-préfecture de Chaoyang exerce sa juridiction sur sept subdivisions - deux districts, deux villes-districts, deux xian et un xian autonome :
- le district de Shuangta - 双塔区 Shuāngtǎ qū  ;
- le district de Longcheng - 龙城区 Lóngchéng qū  ;
- la ville-district de Beipiao - 北票市 Běipiào shì  ;
- la ville-district de Lingyuan - 凌源市 Língyuán shì  ;
- le xian de Chaoyang - 朝阳县 Cháoyáng xiàn ;
- le xian de Jianping - 建平县 Jiànpíng xiàn ;
- le xian autonome mongol gauche de Harqin - 喀喇沁左翼蒙古族自治县, Kālāqìn zuǒyì měnggǔzú Zìzhìxiàn.

## Économie
Chaoyang possède un aéroport (code AITA : CHG).